# Ministerstwo Przemysłu Chemicznego i Lekkiego
Ministerstwo Przemysłu Chemicznego i Lekkiego – polskie ministerstwo istniejące w latach 1981–1987, powołane z zadaniem działania w obszarze gospodarczym związanym z  produktami chemicznymi i bawełnianymi. Minister był członkiem Rady Ministrów.

## Powołanie urzędu
Na podstawie ustawy z 1981 r. o utworzeniu urzędu  Ministra Przemysłu Chemicznego i Lekkiego powołano nowy urząd, poprzez zniesienie urzędu Ministerstwa Przemysłu Chemicznego oraz urzędu  Ministerstwa Przemysłu Lekkiego.

## Ministrowie
- Jan Knapik (1981–1982)
- Edward Grzywa (1982–1987)

## Zakres działania urzędu
Do zakresu działania Ministra Przemysłu Chemicznego i Lekkiego należały sprawy: wydobywania i przetwarzania surowców chemicznych, przemysłu rafineryjnego, petrochemicznego, organicznego, nieorganicznego, chemii gospodarczej i kosmetyków, tworzyw sztucznych, włókien sztucznych, farmaceutycznego, gumowego, włókienniczego, odzieżowego, skórzanego, obuwniczego, szklarskiego, ceramiki szlachetnej i sprzętu sportowego.
Zadaniem Ministra Przemysłu Chemicznego i Lekkiego było nadawanie kierunku działania gałęziom gospodarki stosownie do potrzeb społecznych i gospodarczych, zgodnie z polityką Państwa.
Minister Przemysłu Chemicznego i Lekkiego zadanie to realizował w szczególności poprzez prognozowanie, programowanie i koordynowanie rozwoju tych gałęzi gospodarki, dokonywanie kompleksowej analizy i oceny działalności przedsiębiorstw i innych podległych jednostek organizacyjnych, koordynowanie ich działalności, współdziałanie w kształtowaniu systemów ekonomicznych przedsiębiorstw i innych podległych jednostek organizacyjnych, prowadzenie polityki kadrowej oraz udzielanie pomocy w szkoleniu kadr tych przedsiębiorstw i jednostek.

## Szczegółowy zakres działania
Na podstawie rozporządzenia Rady Ministrów z 1982 r. do zakresu działania Ministra Przemysłu Chemicznego i Lekkiego należały sprawy:
- przemysłu chemicznego, a w szczególności przemysłu kopalnictwa surowców chemicznych, łącznie z kopalnictwem siarki, nieorganicznego, nawozów sztucznych i chemicznych składników mieszanek paszowych, organicznego, petrochemicznego, tworzyw sztucznych, w tym kauczuków syntetycznych, włókien chemicznych, chemicznych środków pomocniczych dla przemysłu, farb i lakierów, chemii gospodarczej i perfumeryjno-kosmetycznego, środków i wyrobów chemicznych do różnych celów, w tym środków ochrony roślin, farmaceutycznego, wyrobów z tworzyw sztucznych, wyrobów gumowych, gazów technicznych i odczynników chemicznych,
- przemysłu rafineryjnego,
- transportu rurociągowego i gospodarowania własnym kolejowym taborem cysternowym oraz innymi specjalistycznymi środkami transportu,
- przemysłu włókienniczego, a w szczególności przemysłu bawełnianego, wełnianego, włókien łykowych, jedwabniczego, tkanin dekoracyjnych, pasmanteryjnego, dziewiarsko-pończoszniczego, filcowego i tkanin technicznych, wyrobów nietkanych (produkcji włóknin i przędzin), tkanin specjalnych i opakowań włókienniczych,
- przemysłu odzieżowego,
- przemysłu skórzanego, a w szczególności przemysłu garbarskiego łącznie z białoskórnictwem, obuwniczego, futrzarskiego i skórzano-odzieżowego,
- przemysłu sprzętu sportowego,
- przemysłu szklarskiego, a w szczególności przemysłu szkła technicznego, budowlanego, gospodarczego i opakowań szklanych,
- przemysłu ceramiki szlachetnej, a w szczególności przemysłu porcelanowego i porcelitowego, kamionkowego i fajansowego,
- wtórnego i specjalistycznego przetwórstwa surowców drzewnych, a w szczególności przemysłu celulozowo-papierniczego i przemysłu meblarskiego,
- projektowania, remontów i modernizacji obiektów i konstrukcji oraz wytwarzania aparatury, specjalnych maszyn i urządzeń, osprzętu i galanterii dla przemysłów wymienionych w pkt 1-10.

Minister Przemysłu Chemicznego i Lekkiego uczestniczył w określaniu kierunków rozwoju i polityki Państwa w zakresie swojego działania i ponosił odpowiedzialność za realizację tej polityki.
Do zadań Ministra Przemysłu Chemicznego i Lekkiego należały w szczególności:
- sporządzanie analizy procesów gospodarczych w zakresie działania Ministra oraz opracowywanie programów rozwojowych i studiów długofalowych,
- współudział w opracowywaniu projektów narodowych planów społeczno-gospodarczych, a także innych planów centralnych,
- ocena ekonomicznej i społecznej efektywności w nadzorowanych przedsiębiorstwach i branżach oraz podejmowanie działań zmierzających do zwiększenia tej efektywności,
- współudział w kształtowaniu i doskonaleniu systemów ekonomiczno-finansowych służących do sterowania działalnością nadzorowanych przedsiębiorstw i prawidłowych powiązań kooperacyjnych,
- tworzenie warunków do doskonalenia organizacji zarządzania i funkcjonowania przedsiębiorstw oraz innych nadzorowanych jednostek organizacyjnych,
- inicjowanie i tworzenie warunków do prowadzenia prac naukowo-badawczych i wdrożeniowych związanych z realizacją zadań produkcyjnych,
- współudział w opracowywaniu założeń polityki technicznej i naukowo-badawczej w dziedzinach objętych zakresem działania Ministra,
- ocena wykorzystania nabytych licencji oraz inicjowanie i podejmowanie działań zmierzających do racjonalnego wykorzystania zakupionych licencji,
- prowadzenie długofalowych studiów dotyczących współpracy i wymiany gospodarczej z zagranicą, zwłaszcza w ramach Rady Wzajemnej Pomocy Gospodarczej, organizowanie współdziałania oraz realizacji polityki Państwa w tym zakresie,
- prowadzenie prac bilansowych na potrzeby koordynacji rozwoju poszczególnych dziedzin objętych zakresem działania Ministra, w powiązaniu z całością gospodarki narodowej,
- współdziałanie w tworzeniu warunków do ochrony środowiska naturalnego przed ujemnymi skutkami działalności gospodarczej zakładów przemysłu chemicznego i lekkiego,
- zapewnianie likwidacji zagrożeń substancjami toksycznymi i niebezpiecznymi zaistniałych w wyniku awarii na terenie kraju,
- opracowanie i przedstawianie propozycji legislacyjnych w uzgodnieniu z zainteresowanymi organami,
- ustalanie kierunków polityki kadrowej i jej prowadzenie oraz doskonalenie systemu ocen kadry kierowniczej,
- sprawowanie nadzoru nad centralami obrotu towarowego,
- sprawowanie nadzoru nad działalnością przedsiębiorstw i innych jednostek organizacyjnych w zakresie i trybie określonym w odrębnych przepisach.

## Zniesienie urzędu
Na podstawie ustawy z 1987 r. o zmianach w zakresie działania niektórych naczelnych i centralnych organów administracji państwowej zniesiono urząd Ministra Przemysłu Chemicznego i Lekkiego.